# Anilocra plebeia
Anilocra plebeia är en kräftdjursart som beskrevs av Schioedte och Frederik Vilhelm August Meinert 1881. Anilocra plebeia ingår i släktet Anilocra och familjen Cymothoidae. Inga underarter finns listade i Catalogue of Life.